# Fauville
Fauville és un municipi francès situat al departament de l'Eure i a la regió de Normandia. L'any 2007 tenia 293 habitants.

## Demografia

### Població
El 2007 la població de fet de Fauville era de 293 persones. Hi havia 104 famílies, de les quals 16 eren unipersonals (8 homes vivint sols i 8 dones vivint soles), 36 parelles sense fills, 40 parelles amb fills i 12 famílies monoparentals amb fills.
La població ha evolucionat segons el següent gràfic:
Habitants censats

### Habitatges
El 2007 hi havia 115 habitatges, 109 eren l'habitatge principal de la família, 1 era una segona residència i 5 estaven desocupats. 111 eren cases i 1 era un apartament. Dels 109 habitatges principals, 81 estaven ocupats pels seus propietaris, 26 estaven llogats i ocupats pels llogaters i 2 estaven cedits a títol gratuït; 3 tenien una cambra, 4 en tenien dues, 13 en tenien tres, 25 en tenien quatre i 64 en tenien cinc o més. 86 habitatges disposaven pel capbaix d'una plaça de pàrquing. A 37 habitatges hi havia un automòbil i a 63 n'hi havia dos o més.

### Piràmide de població
La piràmide de població per edats i sexe el 2009 era:
| Homes | Edats   | Dones |
| ----- | ------- | ----- |
| 0     | 95 o +  | 0     |
| 0     | 90 a 94 | 0     |
| 0     | 85 a 89 | 0     |
| 0     | 80 a 84 | 4     |
| 20    | 75 a 79 | 12    |
| 0     | 70 a 74 | 12    |
| 4     | 65 a 69 | 12    |
| 4     | 60 a 64 | 0     |
| 16    | 55 a 59 | 12    |
| 12    | 50 a 54 | 20    |
| 20    | 45 a 49 | 4     |
| 8     | 40 a 44 | 4     |
| 12    | 35 a 39 | 20    |
| 0     | 30 a 34 | 8     |
| 8     | 25 a 29 | 16    |
| 8     | 20 a 24 | 4     |
| 4     | 15 a 19 | 12    |
| 8     | 10 a 14 | 16    |
| 4     | 5 a 9   | 8     |
| 0     | 0 a 4   | 12    |

## Economia
El 2007 la població en edat de treballar era de 190 persones, 135 eren actives i 55 eren inactives. De les 135 persones actives 125 estaven ocupades (64 homes i 61 dones) i 10 estaven aturades (6 homes i 4 dones). De les 55 persones inactives 24 estaven jubilades, 17 estaven estudiant i 14 estaven classificades com a «altres inactius».

### Ingressos
El 2009 a Fauville hi havia 105 unitats fiscals que integraven 289 persones, la mediana anual d'ingressos fiscals per persona era de 20.482 €.

### Activitats econòmiques
Dels 30 establiments que hi havia el 2007, 2 eren d'empreses alimentàries, 1 d'una empresa de fabricació de material elèctric, 1 d'una empresa de fabricació d'elements pel transport, 3 d'empreses de fabricació d'altres productes industrials, 6 d'empreses de construcció, 9 d'empreses de comerç i reparació d'automòbils, 3 d'empreses de transport, 1 d'una empresa d'hostatgeria i restauració i 4 d'empreses de serveis.
Dels 10 establiments de servei als particulars que hi havia el 2009, 1 era un taller de reparació d'automòbils i de material agrícola, 1 establiment de lloguer de cotxes, 3 paletes, 1 fusteria, 1 electricista, 1 empresa de construcció i 2 restaurants.
Dels 3 establiments comercials que hi havia el 2009, 2 eren carnisseries i 1 una botiga de material de revestiment de parets i terra.

## Poblacions més properes
El següent diagrama mostra les poblacions més properes.